# بن يحيى عبد الرحمان
انبثقت بلدية بلدية بن يحيا عبد الرحمان  عن التقسيم الإداري لسنة 1984 وكانت تتبع آنذاك لدائرة شلغوم العيد ولاية ميلة الجزائرية وكانت دائرة تاجنانت في ذلك الوقت هي أيضاً بلدية تابعة لدائرة شلغوم العيد  وفي سنة 1991 تم تعديل إداري على مستوى الدوائر لأسباب سياسية وتنظيمية فأصبحت بلدية بن يحيى عبد الرحمان تتبع إدارياً إلى دائرة تاجنانت ولاية ميلة.  
وتقع بلدية بن يحيى عبد الرحمان في الجنوب الشرقي لولاية ميلة بالقرب من الطريق الوطني رقم 5 بين ولايتي سطيف وقسنطينة وتحديداً بين مدينتي شلغوم العيد وتاجنانت على جهة الشمال منهما وتبعد حوالي 17كم على الطريق الوطني رقم 5 ويحدها من الشمال دائرة بوحاتم ومن الغرب بلدية البلاعة ومن الجنوب دائرة تاجنانت ومن الشرق دائرة شلغوم العيد على جهة الجنوب وبلدية عين الملوك على جهة الشمال وهي أقرب إلى ولايتي سطيف وقسنطينة من ولاية ميلة ويبلغ عدد سكان البلدية حوالي 10 ألف ساكن وتتفرع منها ثلاث طرق رئيسية إلى شلغوم العيد وتاجنانت وبوحاتم وطريق فرعي إلى بلدية البلاعة وتتكون من عدّة قرى وأرياف أبرزها وأكبرها البغادشة ثم أولاد ساكر وبوطويل وخلّوطة والدهس وواد كارب وأولاد رقيق وبومراح وأولاد عيسى وماصّة والجياط والشرايط وتوريت والزرازرية وليس لدى البلدية أي مصدر دخل يذكر 
مع أنّ البلدية تقع بين أكبر المدن التجارية في شرق الجزائر والمتمثلة في العلمة تاجنانت شلغوم العيد فرجيوة وكذلك أرض البلدية تعدّ من أفضل الأراضي الزراعية في المنطقة لانخفاضها وخصوبة تربتها وإتساع رقعتها ومع كل هذا لا تزال البلدية تفتقر إلى الكثير من الخدمات والمرافق
1. ↑  GeoNames (بالإنجليزية), 2005, QID:Q830106
2. ↑  بن يحيى عبد الرحمان - ويكيبيديا، الموسوعة الحرة